# Punta di u Furnellu
La Punta di u Furnellu (en corse Punta di u Furneddu ou Punta 'llu Furreddu) est un sommet montagneux de 1 902 mètres d'altitude du massif du Monte Incudine, situé sur la commune de Quenza en Corse.
Avec la Punta Muvrareccia (située à 1,2 km plus au nord), il constitue le point culminant d'une arête séparant les hautes vallées du Rizzanese (Alta Rocca) et de la Solenzara (Freto), à proximité immédiate des aiguilles de Bavella.

## Toponymie
En corse, le sommet est nommé Punta di u Furneddu, littéralement « pointe du Fourneau ». Il est localement appelé Punta 'llu Furreddu (conformément aux particularismes linguistiques du corse d'Alta Rocca). La pointe tient son nom d'anciens fours à chaux situés à quelques centaines de mètres en contrebas du sommet, exploités autrefois pour transformer la roche extraite des affleurements calcaires voisins. On le trouvait encore écrit sous sa forme toscanisée Punta del Fornello sur les cartes du XIXe siècle.

## Géographie

### Situation

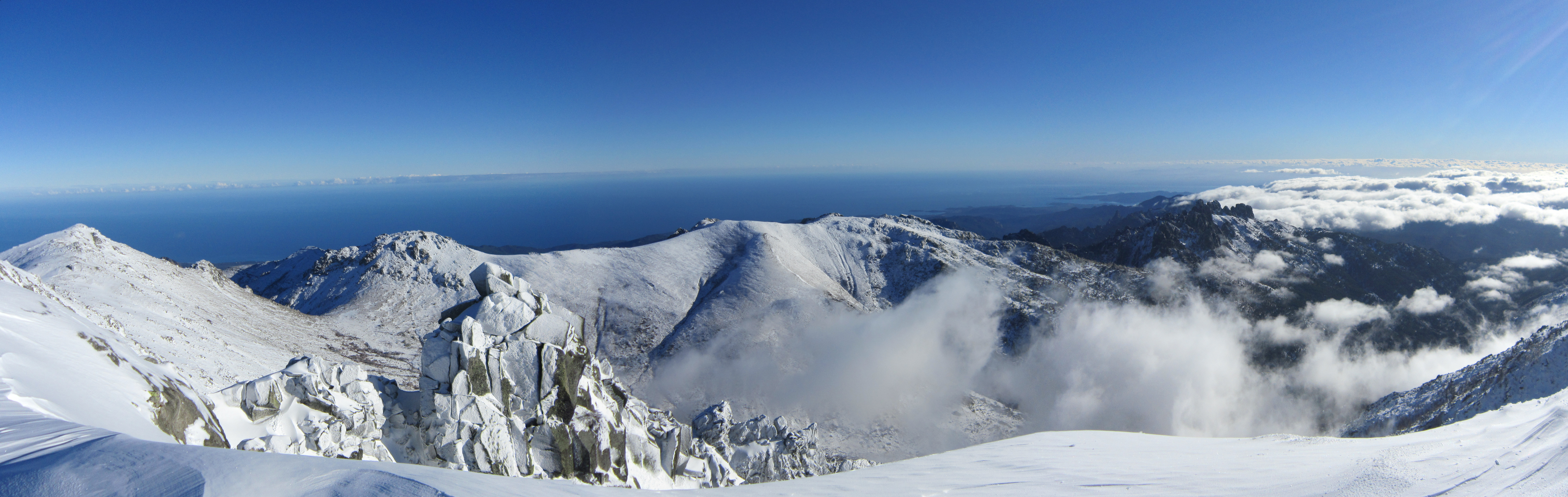
Panorama secteur est du Monte Incudine ; de gauche à droite : Bucca d'Asinau, Punta Muvrariccia, Punta di U Furnellu, Bavedda.